# Mathilde de Garlande
Mathilde de Garlande, parfois dite aussi Mahaut de Garlande, morte le 16 mars 1224, dame de Verneuil, est une femme de la grande noblesse, proche des familles royales française et anglaise. Elle est la fille de Guillaume IV de Garlande et de son épouse Idoine de Gisors.

## Biographie
Mathilde de Garlande est la fille de Guillaume IV de Garlande (mort après 1191) (fils de Guillaume III de Garlande et Agnes) et d'Idoine de Gisors (fille de Hugues II de Gisors).
Veuve d'Hugues de Gallardon, elle épouse Mathieu Ier de Marly (de), seigneur de Marly (mort vers août 1203 à Constantinople), fils cadet de Mathieu Ier, seigneur de Montmorency. De cette union sont nés :
- Bouchard de Marly (mort le 13 septembre 1226) ;
- Mathieu de Marly ;
- Guillaume de Marly (mort le 28 ou 29 novembre 1229 ou 1230), chanoine de Notre-Dame de Paris ;
- Marguerite de Marly, épouse d'Aymeri III, vicomte de Narbonne[4] (mort en 1239).

À la suite du départ en croisade de son époux qui lui laisse de fortes sommes d'argent pour des œuvres pieuses, elle fonde en 1204 un prieuré qui deviendra l'abbaye de Port-Royal des Champs.
Soutenue par Philippe Auguste puis Louis VIII, elle en fait une véritable abbaye cistercienne. Mathilde de Garlande n'a jamais été abbesse de Port-Royal ; en revanche, elle s'est attachée à procurer à sa fondation des garanties d'indépendance.